# Pierre Charles Pouzet
 (janvier 2025).
Pierre Charles Pouzet, baron de Saint-Charles, né le 11 juillet 1766 à Poitiers, mort le 22 mai 1809 à Essling, est un militaire français, général de la Révolution et de l’Empire.

## États de service
Il entre en service le 11 février 1782, comme volontaire dans le régiment de Champagne, il est nommé fourrier le 4 mars 1788, et sergent-major le 10 octobre 1791. Il sert en 1792, à l’armée des Alpes, et il passe avec sa compagnie le 21 juillet 1793, dans le 1er bataillon de grenadiers de l’armée des Pyrénées Orientales. Le 25 juillet 1793, il devient lieutenant quartier-maitre, et adjudant-major le 15 août suivant. Il est blessé d’un coup de feu à la jambe droite au siège du fort de Saint-Elme, et d’un coup de baïonnette au bras droit à la reprise des lignes de Villelongue le 7 décembre 1793.
Le 25 décembre 1793, il passe capitaine au choix de ses camarades, et il est désigné le même jour aide de camp du général Banel. Sa conduite aux affaires de Saint-Sébastien de la Mouga et d’Escola les 17 et 20 novembre 1794 lui vaut les éloges les plus flatteurs de la part du général en chef Pérignon, qui le nomme chef de bataillon le 25 février 1795. Il est confirmé par le Directoire le 31 juillet 1796, et passe le 16 août 1796 au commandement du 3e bataillon de la 14e demi-brigade de ligne, corps avec lequel il fait les campagnes de l’an IV à l’an VIII à l’armée d’Italie.
Le 23 septembre 1800, le premier Consul lui confie le commandement du bataillon des chasseurs à pied de la Garde consulaire, et le 28 juillet 1803, il le nomme adjudant-commandant. Le 5 octobre 1803, il est appelé au commandement du 10e régiment d’infanterie légère avec le grade de colonel, et il sert à l’armée des côtes de l’Océan pendant les ans XII et XIII. Il est fait chevalier de la Légion d’honneur le 11 décembre 1803, et officier de l’ordre le 14 juin 1804.
De 1805 à 1807, il participe aux campagnes d'Autriche, de Prusse et de Pologne avec la 1re division du 4e corps de la Grande Armée. Il est blessé par un coup de biscaïen à la cuisse gauche à la bataille d’Austerlitz le 2 décembre 1805, et par décret du 25 décembre 1805, l’Empereur le nomme commandeur de la Légion d’honneur, puis membre du collège électoral du département de la Vienne le 20 août 1806. Le 14 octobre 1806, à la bataille d’Iéna, il enlève à la tête de son régiment une batterie ennemie, et reçoit une forte contusion à la jambe gauche par la chute de son cheval.
Le 8 février 1807, lors de la bataille d’Eylau, il a son cheval tué sous lui par un boulet, et reçoit une nouvelle contusion à la même jambe. Il est promu général de brigade le 10 février 1807, et le 23 mars 1808, il prend le commandement d’une brigade de la division Sébastiani dans le 4e corps de l’armée d’Espagne. Il est créé baron de l’Empire le 26 octobre 1808.
Le 29 mars 1809, il est appelé à l’armée d’Allemagne, comme commandant de la 1re brigade de la division Saint-Hilaire. Instructeur militaire et ami du maréchal Jean Lannes, il est tué d'une balle en plein front, à la bataille d'Essling le 22 mai 1809, alors qu'il conversait avec son ami, quelques instants avant que ce dernier ne soit à son tour mortellement blessé.

## Donataire
- Le 26 octobre 1808, rente de 4 000 francs sur les biens réservés en Westphalie.

## Armoiries
| Figure | Nom du baron et blasonnement |
| ------ | --- |
|        | Armes du baron Pierre Charles Pouzet de Saint-Charles et de l'Empire, décret du 19 mars 1808, lettres patentes du 26 octobre 1808, commandeur de la Légion d'honneur Parti, le premier de sable à la minerve d'argent, armée d'une lance et d'un bouclier d'or; le second coupé, de gueules au signe des barons militaires, et de sinople au lion rampant d'or, lampassé de gueules, appuyé sur un tertre d'argent - Livrées : les couleurs de l'écu, le verd dans les bordures seulement. |

## Sources
- (en) « Generals Who Served in the French Army during the Period 1789 - 1814: Eberle to Exelmans »
- Thierry Pouliquen, « Les généraux français et étrangers ayant servis [sic] dans la Grande Armée » (consulté le 7 octobre 2014)
- « La noblesse d’Empire » [archive du 15 octobre 2014] (consulté le 17 octobre 2014)
- A. Lievyns, Jean Maurice Verdot et Pierre Bégat, Fastes de la Légion-d'honneur, biographie de tous les décorés accompagnée de l'histoire législative et réglementaire de l'ordre, Bureau de l’administration, janvier 1844, 529 p. (lire en ligne), p. 432.
- Vicomte Révérend, Armorial du premier empire, tome 4, Paris, Honoré Champion, 1897, p. 78.